# Canton de Pamiers
Le canton de Pamiers est une ancienne division administrative française située dans le département de l'Ariège autour de Pamiers, un de ses sous-préfectures.

## Histoire
Le canton de Pamiers est créé à la Révolution française autour de cette sous-préfecture. En décembre 1984, il est divisé en deux en vue des élections cantonales de 1985 : Pamiers-Est et Pamiers-Ouest.

## Composition
| Nom                   | Code Insee | Intercommunalité                | Population (dernière pop. légale) |
| --------------------- | ---------- | ------------------------------- | --------------------------------- |
| Pamiers (chef-lieu)   | 09225      | CC des Portes d'Ariège Pyrénées | 15 518 (2014)                     |
| Arvigna               | 09022      | CC des Portes d'Ariège Pyrénées | 237 (2014)                        |
| Benagues              | 09050      | CC des Portes d'Ariège Pyrénées | 482 (2014)                        |
| Bézac                 | 09056      | CC des Portes d'Ariège Pyrénées | 338 (2014)                        |
| Bonnac                | 09060      | CC des Portes d'Ariège Pyrénées | 722 (2014)                        |
| Le Carlaret           | 09081      | CC des Portes d'Ariège Pyrénées | 275 (2014)                        |
| Escosse               | 09116      | CC des Portes d'Ariège Pyrénées | 419 (2014)                        |
| Les Issards           | 09145      | CC des Portes d'Ariège Pyrénées | 246 (2014)                        |
| Lescousse             | 09163      | CC des Portes d'Ariège Pyrénées | 79 (2014)                         |
| Ludiès                | 09175      | CC des Portes d'Ariège Pyrénées | 71 (2014)                         |
| Madière               | 09177      | CC des Portes d'Ariège Pyrénées | 199 (2014)                        |
| Les Pujols            | 09238      | CC des Portes d'Ariège Pyrénées | 764 (2014)                        |
| Saint-Amadou          | 09254      | CC des Portes d'Ariège Pyrénées | 257 (2014)                        |
| Saint-Amans           | 09255      | CC des Portes d'Ariège Pyrénées | 43 (2014)                         |
| Saint-Jean-du-Falga   | 09265      | CC des Portes d'Ariège Pyrénées | 2 857 (2014)                      |
| Saint-Martin-d'Oydes  | 09270      | CC des Portes d'Ariège Pyrénées | 254 (2014)                        |
| Saint-Michel          | 09271      | CC des Portes d'Ariège Pyrénées | 74 (2014)                         |
| Saint-Victor-Rouzaud  | 09276      | CC des Portes d'Ariège Pyrénées | 234 (2014)                        |
| La Tour-du-Crieu      | 09312      | CC des Portes d'Ariège Pyrénées | 3 071 (2014)                      |
| Unzent                | 09319      | CC des Portes d'Ariège Pyrénées | 124 (2014)                        |
| Villeneuve-du-Paréage | 09339      | CC des Portes d'Ariège Pyrénées | 783 (2014)                        |

## Représentation

### Conseillers généraux de 1833 à 2015
| Période | Période          | Identité                                                                | Étiquette     | Qualité |
| ------- | ---------------- | ----------------------------------------------------------------------- | ------------- | --- |
| 1833    | 1836             | Joseph Vicomte de Falentin de Sentenac                                  |               | Propriétaire à Pamiers |
| 1836    | 1847 (décès)     | Pierre-Bernard Vasilières père (1764-1847)                              |               | Avocat, ancien maire de Pamiers |
| 1847    | 1848             | Joseph Vicomte de Falentin de Sentenac                                  |               | Propriétaire à Pamiers |
| 1848    | 1852             | Joseph-Jacques Ourgaud                                                  |               | Docteur en médecine à Pamiers |
| 1852    | 1861 (décès)     | Pierre-Antoine-Théodose Vasilières (1801-1861)-(fils de P.B.Vasilières) |               | Avocat - Maire de Pamiers |
| 1861    | 1864             | Joseph-Jacques Ourgaud                                                  |               | Docteur en médecine à Pamiers |
| 1864    | 1869             | Alexandre Thibule Borelly                                               |               | Avocat - Maire de Pamiers |
| 1871    | 1876 (décès)     | Théodore Vignes                                                         |               | Propriétaire à Pamiers |
| 1877    | 1880 (démission) | Paul Pujol                                                              | Républicain   | Banquier à Pamiers |
| 1880    | 1883             | François Fages                                                          | Radical       | Avoué à Pamiers |
| 1883    | 1889             | Hyacinthe Soula                                                         | Républicain   | Pharmacien à Pamiers |
| 1890    | 1898 (décès)     | Louis Barrière                                                          | Républicain   | Propriétaire à Pamiers Maire des Allemans, conseiller d'arrondissement                                                              |
| 1898    | 1907             | Albert Subra                                                            | Républicain   | Président de la Société d'Agriculture et du Syndicat des Agriculteurs de l'Ariège Maire d'Escosse                                   |
| 1907    | 1919             | Eugène Soula                                                            | Rad.          | Docteur en médecine - Maire de Pamiers                                                                                              |
| 1919    | 1940             | Joseph-Paul Rambaud                                                     | Rad.          | Médecin Maire de Pamiers (1919-1943) Sénateur (1930-1944)                                                                           |
|         |                  |                                                                         |               | |
| 1943    | 1945 (décès)     | André Cot (1894-1945)                                                   |               | Directeur de la fonderie Degro et Bonnet Adjoint au maire, puis maire (1943-1944) de Pamiers Nommé conseiller départemental en 1943 |
|         |                  |                                                                         |               | |
| 1945    | 1949             | Emile Daraud (1906-1977)                                                | PCF           | Employé des P.T.T., ancien résistant Maire de Pamiers (1945-1947)                                                                   |
| 1949    | 1961             | Albert Subra (1908-1986)                                                | Rad.          | Exploitant agricole, Président du Crédit Agricole de l'Ariège Maire de Pamiers (1947-1951) puis d'Escosse (1953-1959)               |
| 1961    | 1979             | Joseph Astré (1903-1988)                                                | Rad. puis MRG | Instituteur Maire de Pamiers |
| 1979    | 1985             | Gilbert Séguéla (1936-2022)                                             | PCF           | Ouvrier, conseiller municipal de Pamiers                                                                                            |

### Conseillers d'arrondissement (de 1833 à 1940)
Le canton de Pamiers avait deux conseillers d'arrondissement.
| Période                                  | Période           | Identité                  | Étiquette   | Qualité |
| ---------------------------------------- | ----------------- | ------------------------- | ----------- | --- |
| 1833                                     |                   | M. Barrière               |             | Propriétaire à Pamiers                                                                                      |
| 1833                                     |                   | M. Pagès-Ferrière         |             | Propriétaire à Pamiers                                                                                      |
|                                          |                   |                           |             | |
|                                          | 1871              | M. Peyre                  |             | Juge de paix à Pamiers                                                                                      |
|                                          | 1871              | Victor Faure              |             | Propriétaire à Pamiers                                                                                      |
|                                          |                   |                           |             | |
|                                          | 1884 (annulation) | Léopold Catala            |             | Adjoint au maire de Pamiers, Déclaré démissionnaire par arrêté du Conseil d'État                            |
|                                          |                   |                           |             | |
| 1886                                     | 1888 (démission)  | Paul Grave                | Républicain | Avocat à Pamiers                                                                                            |
| 1886                                     | 1890              | Louis Barrière            | Républicain | Propriétaire à Pamiers, maire des Allemans                                                                  |
| 1890                                     | 1898              | Victor Fauré-Rouilh       | Républicain | Agriculteur, maire du Carlaret                                                                              |
| 1892                                     | 1898              | Léopold Catala            | Républicain | Propriétaire, adjoint au maire de Pamiers                                                                   |
| 1898                                     | 1904              | M. Vidal                  | Radical     | |
| 1898                                     | 1904              | M. Lavigne                | Radical     | |
| 1904                                     | 1919              | Jules Simorre             | Républicain | Maire des Allemans                                                                                          |
| 1904                                     | 1919              | M. Oulès                  | Républicain | Pharmacien, conseiller municipal de Pamiers                                                                 |
| 1919                                     | 1930 (décès)      | Raymond Subra (1875-1930) | Radical     | Maitre de forges, maire de Benagues                                                                         |
| 1919                                     | 1928              | Félix Grimaldi            | Radical     | Avocat à Pamiers                                                                                            |
| 1928                                     | 1940              | Louis Pélerin             | Radical     | Adjoint au maire de Pamiers                                                                                 |
| 1930                                     | 1940              | M. Vidalat                | Radical     | |
| 1940                                     |                   |                           |             | Les conseils d'arrondissement ont été suspendus par la loi du 12 octobre 1940 et n'ont jamais été réactivés |
| Les données manquantes sont à compléter. |                   |                           |             | |